# Gelugor

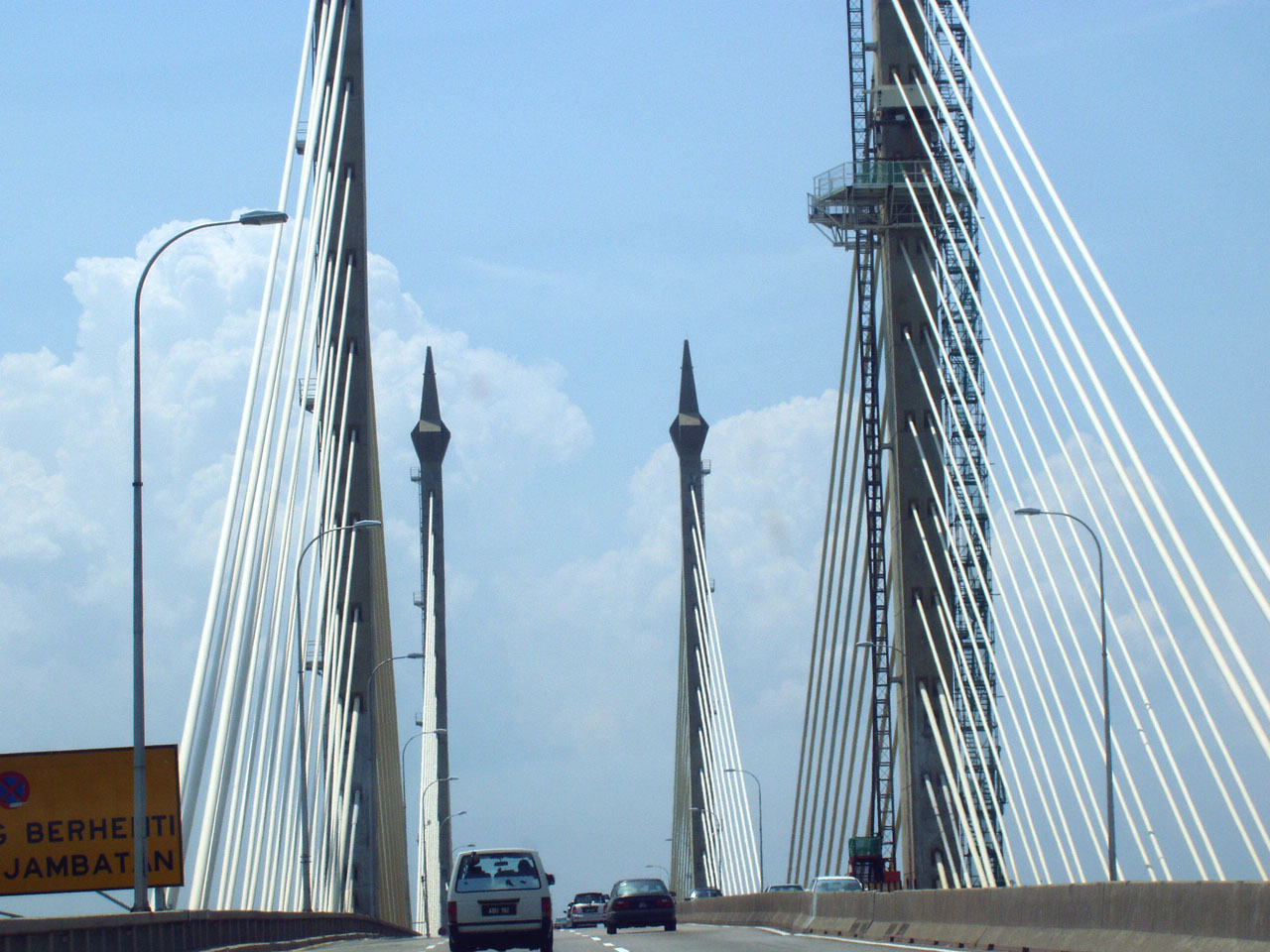

Gelugor – miasto w Malezji, w stanie Penang, pomiędzy George Town a Sungai Dua. Nazwa pochodzi od drzewa owocowego asam gelugor (łac. Garcinia atroviridis). 171 652
mieszkańców.